# Harcerski Klub Balonowy

SP-BZP, pierwszy balon Harcerskiego Klubu Balonowego (najstarszy istniejący polski balon n.o.p.)

Harcerski Klub Balonowy – harcerski klub lotniczy wywodzący się ze środowiska Krakowskiej 19 Lotniczej.
HKB powstał w 1984 roku jako pierwszy polski klub balonowy b.n.o.p (balonów na ogrzane powietrze). Rozpoczął działalność w oparciu o swój pierwszy balon, SP-BZP "Harcerz" wyprodukowany na Węgrzech, m.in. ze składek harcerzy, wówczas drugi polski balon n.o.p. Obecnie jest to najstarszy istniejący polski balon n.o.p.
Pierwszym przewodniczącym HKB był pwd. Witold Łacheta. Od 1987 roku do chwili obecnej przewodniczącym HKB jest hm. Czesław Przybytek.
Do 1989 roku z przyczyn formalnych podlegał bezpośrednio Komendzie Chorągwi Krakowskiej ZHP. Od 1989 roku jest jednostką organizacyjną Krakowskiej 19 Lotniczej (Szczep 19 KDL "Słoneczne Drogi"/Gniazdo 19 KDL ZHP).
W 1994 roku zakupiono kolejny balon, SP-BWS, a w 2004 roku HKB pozyskał swój trzeci balon, SP-BIF.
Oprócz własnych balonów klubowych, HKB wykorzystuje w swej działalności także balony należące lub obsługiwane przez członków HKB.
Na balonach HKB wyszkoliło się wielu polskich baloniarzy. HKB był organizatorem lub współorganizatorem wielu polskich zawodów i imprez balonowych (m.in. I Puchar Unii Europejskiej Balonów n.o.p.).